# البنود
البنود (به عربی: البنود) یک شهرداری‌های الجزایر در الجزایر است که در ناحیه ابیض سیدی شیخ واقع شده‌است.
 البنود  ۱٬۶۰۷ نفر جمعیت دارد.